# Sekundærrute 251

Sekundærrute 251 er en rutenummereret landevej på Sjælland.
Ruten strækker sig fra Helsinge til Gilleleje.
Rute 251 har en længde på ca. 16 km.